# منصور شراحيلي
منصور شراحيلي (بالإنجليزية: Mansor Sharahili)‏؛ مواليد 26 مارس 1991 في جدة، السعودية، هو لاعب كرة قدم سعودي.
كانت بداياته مع نادي الاتحاد و انتقل إلى نادي الوحدة في عام 2014 ووقع مع نادي ضمك في عام 2016 و وقع مع نادي الخلود عام 2017 و وقع مع نادي وج في مطلع عام 2019 و وقع مع نادي الانتصار في صيف 2022.

## روابط خارجية
- منصور شراحيلي على موقع قاعدة بيانات كرة القدم.إي يو (الإنجليزية)
- منصور شراحيلي على موقع Soccerway.com (الإنجليزية)